# Anna Karenina (film 1961)
Anna Karenina – brytyjski film dramatyczny z 1961 roku w reżyserii Rudolpha Cartiera. Film jest adaptacją powieści Lwa Tołstoja pod tym samym tytułem.

## Obsada
- Sean Connery - Wroński
- Marius Goring - Karenin
- Claire Bloom - Anna
- Jack Watling
- June Thorburn